# Lijst van computerspellen van Konami
Dit is een lijst van computerspellen die zijn ontwikkeld of uitgegeven door Konami.

## 3DO
- 1995
  - Policenauts Pilot Disk
  - Policenauts

## Amiga
- 1990
  - Castlevania
  - Super Contra
- 1991
  - Predator 2
- 1992
  - Plan 9 from Outer Space
- 1993
  - Frontier: Elite 2

## Arcade

### 1978-1989
- 1978
  - Block Game
  - Block Invader
  - Space Ship
- 1979
  - Space King
  - Space King 2
  - Space War
- 1980
  - Missile X
  - Sidewinder (Arcade)
  - The End
- 1981
  - Amidar (uitgebracht door Stern)
  - Barrian
  - Frogger (uitgebracht door Sega)
  - Jungler
  - Scramble (uitgebracht door Stern)
  - Strategy X
  - Super Cobra
  - Tactician
  - Turban
  - Turtles (uitgebracht door Stern)
  - Ultra Dome (mogelijk niet uitgebracht)
  - Video Hustler
- 1982
  - Loco-Motion
  - Pooyan (uitgebracht door Stern)
  - Time Pilot (uitgebracht door Centuri)
  - Tutankham (uitgebracht door Stern)
- 1983
  - Gyruss (uitgebracht door Centuri)
  - Juno First (alleen arcade version)
  - Mega Zone
  - Roc 'N Rope
  - Sparky
  - Track & Field
- 1984
  - Badlands
  - Circus Charlie (uitgebracht door Centuri)
  - Hyper Sports (Hyper Olympic '84 in Japan)
  - Max Mile
  - Mikie
  - Pandora's Palace
  - Road Fighter (ロードファイター)
  - Super Basketball
  - Time Pilot '84
- 1985
  - Finalizer
  - Galactic Warriors
  - Gradius / Nemesis (original arcade version)
  - Konami GT
  - Konami's Ping Pong
  - Rush'n Attack (Green Beret in Japan en Europa)
  - Scooter Shooter
  - Shao-Lin's Road (Kicker in Europa)
  - TwinBee
  - Wiz Quiz
  - Yie Ar Kung-Fu
- 1986
  - Double Dribble
  - Mr. Goemon (ofwel Mr. Kabuki)
  - Vs. Gradius (op de 'Vs.'-hardware van Nintendo)
  - Iron Horse
  - Jackal ofwel Top Gunner
  - JailBreak
  - Rock'n Rage
  - Salamander / Life Force (Amerikaanse versie)
  - WEC Le Mans
- 1987
  - Battlantis
  - B.A.W.
  - Blades of Steel
  - Boot Camp
  - Vs. Castlevania (op de 'Vs.'-hardware van Nintendo)
  - City Bomber
  - Combat School
  - Contra (Gryzor in Europa)
  - Dark Adventure
  - Devil World (niet te verwarren met het door Nintendo alleen in Japan uitgebrachte Famicom-spel)
  - Fast Lane
  - Flak Attack
  - Great Train Gang
  - Hyper Crash
  - Labyrinth Runner
  - MX 5000
  - Rack 'em Up
  - Life Force (Japanse versie)
  - Typhoon
- 1988
  - Super Contra
  - Haunted Castle (gebaseerd op Castlevania)
  - Checkered Flag
  - Devastators
  - The Main Event
  - The Final Round
  - Ajax
  - Thunder Cross
  - Kitten Kaboodle
  - Hot Chase
  - King of Rings
  - Gang Busters
  - Konami '88 (Hyper Sports Special in Japan; ook bekend als '88 Games)
  - Gradius II (Vulcan Venture genaamd in Europa; anders alleen Japan)
  - Vs.Top Gun (op de 'Vs.'-hardware van Nintendo)
- 1989
  - Teenage Mutant Ninja Turtles
  - Gradius III
  - M.I.A.
  - Bottom of the Ninth
  - Crime Fighters
  - S.P.Y.
  - Cue Brick
  - Block Hole

### 1990-1999
- 1990
  - Aliens
  - Junction
  - Lightning Fighters
  - Punk Shot
  - Over Drive
  - Surprise Attack
  - Parodius Da! (alleen Japan)
  - Whoo Yarth Taar
- 1991
  - Teenage Mutant Ninja Turtles: Turtles in Time
  - The Simpsons
  - Sunset Riders
  - Roller Games
  - Golfing Greats
  - Thunder Cross II
  - Vendetta
  - Detana!! Twinbee (alleen Japan)
  - Escape Kids
  - Xexex (alleen Japan & VS)
  - Mario Roulette
  - Slime Kun
  - Tsurikko Penta
- 1992
  - X-Men
  - Lethal Enforcers
  - G.I. Joe
  - Bucky O'Hare
  - Asterix
  - Hexion
  - Potrio
  - Wild West C.O.W.-Boys of Moo Mesa
- 1993
  - Run'n Gun
  - F1 World Racing
  - Martial Champions
  - Metamorphic Force
  - Monster Maulers
  - Mystic Warriors
  - Violent Storm
  - Poly-Net Warriors
  - Polygonet Commanders
  - Premier Soccer
  - Gaiapolis (alleen Japan)
  - Dadandan (alleen Japan)
- 1994
  - Brain Busters
  - Racing Force
  - Konami Open Golf Championship
  - Fantastic Journey
  - Lethal Enforcers II: Gunfighters
  - Quiz Do Re Mi Fa Grand Prix
  - Sauroid
  - Taisen Puzzle-dama
- 1995
  - Dragoon Might
  - Midnight Run: Road Fighter 2
  - Crypt Killer
  - Pirate Ship
  - Speed King (Road Rage genaamd in Europa; anders alleen Japan)
  - Five A Side Soccer
  - Ultra Sports
  - Premier Soccer '95
  - Quiz Do Re Mi Fa Grand Prix 2
  - Tokimeki Memorial Taisen Puzzle-Dama
  - Twin Bee Yahhoo!
  - Hole in One
  - Midnight Run: Road Fighter 2
- 1996
  - Bishi Bashi Champ Mini Game Senshuken
  - Daisu-Kiss
  - Dead Eye
  - Hyper Athlete
  - Midnight Run: Road Fighter 2
  - Powerfull Baseball '96
  - Run And Gun 2
  - Salamander 2
  - Sexy Parodius
  - Susume! Taisen Puzzle Dama
  - Taisen Tokkae dama
  - Vs. Net Soccer
  - Wave Shark
  - Winding Heat
  - GTI Club
  - Balloon Penta
  - Yu-Gi-Oh! Trading Card Game
- 1997
  - Battle Vision
  - Beatmania
  - Fighting Bujutsu: Wu-Shu
  - Hang Pilot
  - Operation Thunder Hurricane
  - Polystars
  - Rushing Heroes
  - Solar Assault
  - Solar Assault: Revised
  - Tokimeki Memorial Oshiete Your Heart
  - Total Vice
  - Wedding Rhapsody
  - Winning Spike
- 1998
  - Battle Tryst
  - Beatmania 2ndMix
  - Beatmania 3rdMix
  - Beatstage
  - Dance Dance Revolution (Japanse uitgave)
  - Dark Horse Legend
  - Evil Night
  - Fighting Bujustu
  - Fisherman's Bait Kit
  - Fisherman's Bait 2
  - Handle Champ
  - Heat Of Eleven '98
  - HipHopMania
  - Jikkyou Powerful Pro Baseball EX
  - Nagano Winter Olympics '98
  - NBA Play By Play
  - Pop'n Music
  - Racing Jam
  - Rushing Heroes Football
  - Skiers' High
  - Super Bishi Bashi Championship
  - Teraburst
  - Thrill Drive
  - Total Vice
- 1999
  - Beatmania 4thMix The Beat Goes On
  - Beatmania 5thMix Time to Get Down
  - Beatmania Complete Mix (HipHopMania Complete Mix in Noord-Amerika; Beatstage Complete Mix in Korea)
  - Beatmania IIDX
  - Beatmania IIDX 2ndStyle
  - Beatmania IIDX Club Version
  - Beatmania IIDX Substream
  - Dance Dance Revolution (Aziatische uitgave)
  - Dance Dance Revolution (Noord-Amerikaanse uitgave)
  - Dance Dance Revolution 2ndMix
  - Dance Dance Revolution 2ndMix met Beatmania IIDX Club-versie
  - Dance Dance Revolution 2ndMix Link-versie
  - Dance Dance Revolution 2ndMix en Beatmania IIDX Substream Club-versie
  - Dance Dance Revolution 3rdMix (Aziatische uitgave)
  - Dance Dance Revolution 3rdMix (Japanse uitgave)
  - Dance Dance Revolution Karaoke Mix
  - Dancing Stage (Europese versie van Dance Dance Revolution)
  - Dancing Stage (heruitgave)
  - Dancing Stage EuroMix
  - Dancing Stage featuring Dreams Come True
  - Dancing Stage featuring True Kiss Destination (Aziatische uitgave)
  - Dancing Stage featuring True Kiss Destination (Japanse uitgave)
  - Dark Horse Legend 2
  - DrumMania
  - DrumMania 2ndMix
  - DrumMania 3rdMix
  - Fisherman's Bait Marlin Challenge
  - Gachaga Champ
  - Gradius IV
  - GuitarFreaks 2ndMix
  - GuitarFreaks 3rdMix
  - Hyper Bishi Bashi
  - Pop'n Music 2
  - Pop'n Music 3
  - Pop'n Stage
  - Racing Jam 2
  - Silent Scope
  - Step Champ

### 2000-2009
- 2000
  - Anime Champ
  - Beatmania ClubMix
  - Beatmania Complete Mix 2 (HipHopMania Complete Mix 2 in Noord-Amerika; Beatstage Complete Mix 2 in Korea)
  - Beatmania Core Remix
  - Beatmania Club Mix
  - Beatmania featuring Dreams Come True
  - Beatmania IIDX 3rd Style
  - Beatmania IIDX 4th Style
  - Beatmania III
  - Beatmania III Append Core Remix
  - Code One Dispatch
  - Dance Dance Revolution 3rdMix (Koreaanse uitgave)
  - Dance Dance Revolution 3rdMix (Koreaanse heruitgave)
  - Dance Dance Revolution 3rdMix Plus
  - Dance Dance Revolution 4thMix (Aziatische uitgave)
  - Dance Dance Revolution 4thMix (Japanse uitgave)
  - Dance Dance Revolution 4thMix Plus (Aziatische uitgave)
  - Dance Dance Revolution 4thMix Plus (Japanse uitgave)
  - Dance Dance Revolution Karaoke Mix 2nd
  - Dance Dance Revolution Kids
  - Dance Dance Revolution USA
  - Dancing Stage featuring Disney's Rave
  - DanceManiax 1stMix
  - DanceManiax 2ndMix
  - DanceManiax 2ndMix Append JParadise
  - GuitarFreaks 4thMix
  - GuitarFreaks 5thMix
  - Hyper Bishi Bashi Champ
  - Keyboardmania (ook bekend als "Keyboard Heaven")
  - Keyboardmania 2ndMix
  - Keyboardmania 3rdMix
  - ParaParaParadise (ook bekend als "ParaParaDancing")
  - ParaParaParadise 1stMix Plus
  - Pop'n Music 4
  - Pop'n Music 5
  - Pop'n Music Animelo
  - Pop'n Music Mickey Tunes
  - Punch Mania: Hokuto No Ken (Fighting Mania buiten Japan)
  - Silent Scope 2: Dark Silhouette (Innocent Sweeper in Japan; Fatal Judgement in andere landen)
  - Simpsons Bowling
- 2001
  - Beatmania 6thMix The UK Underground Music
  - Beatmania IIDX 5th Style
  - Beatmania IIDX 6th Style
  - Beatmania III Append 6thMix
  - Boxing Mania: Ashita no Joe
  - Dance Dance Revolution 5thMix
  - DDRMAX Dance Dance Revolution 6thMix
  - Driving Party
  - DrumMania 4thMix
  - DrumMania 5thMix
  - GTI Club 2
  - GuitarFreaks 6thMix
  - Gun Mania
  - Gun Mania Zone Plus
  - Jurassic Park III
  - Kick & Kick
  - Mambo a GoGo
  - Mocap Boxing
  - Monster Gate
  - Police 911 (VS), The Keisatsukan (Japan & Azië), Police 24/7 (Europa)
  - Police 911 2 (VS), The Keisatsukan 2 (Japan & Azië), Police 24/7 2 (Europa)
  - ParaParaParadise 2ndMix
  - Pop'n Music 6
  - Pop'n Music 7
  - Pop'n Music Animelo 2
  - Salary Man Champ
  - Silent Scope EXtreme (Sougeki [Japans voor sniper] in Japan)
  - Thrill Drive 2
  - Tsurugi: The Sword
  - Zone of the Enders
- 2002
  - Beatmania 7thMix Keepin' Evolution
  - Beatmania IIDX 7th Style
  - Beatmania IIDX 8th Style
  - Beatmania III Append 7thMix
  - Beatmania III The Final
  - Beatmania The Final
  - Dance Dance Revolution Extreme
  - DDRMAX2 Dance Dance Revolution 7thMix
  - Dancing Stage EuroMix 2
  - Dog Station
  - Dog Station Deluxe
  - DrumMania 6thMix
  - DrumMania 7thMix
  - GuitarFreaks 7thMix
  - GuitarFreaks 8thMix
  - Mahjong Fight Club
  - Martial Beat
  - Mocap Golf
  - Monster Gate 2
  - Nice Smash!
  - Perfect Pool
  - Poolpocket
  - Pop'n Music 8
  - Pop'n Music 9
  - Silent Scope Fortune Hunter
  - Warring States
  - Xtrial Racing
- 2003
  - Beatmania IIDX 9th Style
  - Beatmania III The Final
  - DrumMania 8thMix
  - ee'mall
  - GuitarFreaks 9thMix
  - Mahjong Fight Club 2
  - Monster Gate 3
  - Pop'n Music 10
  - ProEvolution Soccer
  - Quiz Magic Academy
  - R.P.M. Red
  - Thrill Drive 2
  - Warzaid
- 2004
  - Battle Climaxx!
  - Beatmania IIDX 10th Style
  - Beatmania IIDX11 IIDXRED
  - DrumMania 9thMix
  - DrumMania 10thMix
  - ee'mall 2nd Avenue
  - GuitarFreaks 10thMix
  - GuitarFreaks 11thMix
  - Lethal Enforcers 3
  - Mahjong Fight Club 3
  - Monster Gate Online
  - Pop'n Music 11
  - Pop'n Music 12: Iroha
  - Quiz Magic Academy 2
  - Wartran Troopers
- 2005
  - Baseball Heroes 2005
  - Battle Climaxx! 2
  - Beatmania IIDX12 Happy Sky
  - Bishi Bashi Online
  - Dance 86.4 Funky Radio Station
  - Dancing Stage Fusion
  - DrumMania V
  - DrumMania V2
  - Gashaaaan
  - GuitarFreaks V
  - Mahjong Fight Club 4
  - Monster Gate Online 2
  - Paintball Mania
  - Pop'n Music 13: Carnival
  - Quiz Magic Academy 3
  - Thrill Drive 3
  - Toy's March
  - Toy's March 2
- 2006
  - Beatmania IIDX 13 Distorted
  - Cooper's9
  - Dance Dance Revolution SuperNova (Japanse uitgave)
  - Dance Dance Revolution SuperNova (Noord-Amerikaanse uitgave)
  - Dance Dance Revolution SuperNova (Noord-Amerikaanse heruitgave)
  - Dancing Stage SuperNova
  - Dancing Stage SuperNova (heruitgave)
  - Mahjong Fight Club 5
  - Nova Usagi
  - Percussion Kids
  - Pop'n Music 14: Fever!
  - Pro Evolution Soccer 2006 Arcade Championship
- 2007
  - Beatmania IIDX 14 Gold
  - Beatmania IIDX 15 DJ Troopers
  - Dance Dance Revolution SuperNova 2 (Japanse uitgave)
  - DrumMania V5: Rock to Infinity
  - GuitarFreaks V5: Rock to Infinity
  - Mahjong Fight Club 6
  - Otomedius
  - Pop'n Music 15: Adventure
  - Quiz Magic Academy IV
  - Silent Hill: The Arcade
- 2008
  - Action Deka
  - beatmania IIDX 16 EMPRESS
  - Dance Dance Revolution SuperNova 2 (Aziatische uitgave)
  - Dance Dance Revolution SuperNova 2 (Noord-Amerikaanse uitgave)
  - Dance Dance Revolution SuperNova 2 (Zuid-Amerikaanse uitgave)
  - Dance Dance Revolution X (Aziatische uitgave)
  - Dance Dance Revolution X (Japanse uitgave)
  - Mahjong Fight Club 7
  - Pop'n Music 16: Party
  - Quiz Magic Academy V
  - jubeat
- 2009
  - beatmania IIDX 17 SIRIUS
  - Dance Dance Revolution X (Noord-Amerikaanse uitgave)
  - Dance Dance Revolution X (Europese uitgave)
  - DrumMania V6: Blazing!!!!
  - DrumMania XG
  - GuitarFreaks V6: Blazing!!!!
  - GuitarFreaks XG
  - Mahjong Fight Club Garyo Tensei
  - Pop'n Music 17: The Movie
  - Quiz Magic Academy VI
  - Quiz Magic Academy VI Extra
  - jubeat ripples

### 2010-
- 2010
  - Dance Dance Revolution X2 (Aziatische uitgave)
  - Dance Dance Revolution X2 (Japanse uitgave)
  - Dance Dance Revolution X2 (Amerikaanse uitgave)
  - DrumMania V7
  - GuitarFreaks V7
  - Mahjong Fight Club Ultimate Version
  - pop'n music 18: Sengoku Retsuden
  - Quiz Magic Academy VII
  - Pro Evolution Soccer 2010
  - Neverdead
  - beatmania IIDX 18: Resort Anthem
  - jubeat knit
  - pop'n music 19: Tune Street
- 2011
  - Dance Dance Revolution X3 (Japanse uitgave)
  - Hello! pop'n music
  - Quiz Magic Academy VIII
  - jubeat knit APPEND
  - jubeat copious
  - beatmania IIDX 19: Lincle
  - pop'n music 20: fantasia
  - Steel Chronicle
- 2012
  - Sound Voltex Booth
  - Quiz Magic Academy: Kenja no Tobira
  - beatmania IIDX 20: Tricoro
  - pop'n music: Sunny Park
  - Steel Chronicle Be
- 2013
  - Dance Dance Revolution (2013 editie; Japanse uitgave)
  - Dance Dance Revolution (2013 editie; Aziatische uitgave)
  - Quiz Magic Academy: Kenja no Tobira Season 2
  - Sound Voltex II -infinite infection-
  - beatmania IIDX 21 SPADA
  - Steel Chronicle Victroopers
- 2014
  - beatmania IIDX 22 PENDUAL
  - Dance Dance Revolution (2014 editie)
  - pop'n music: Lapistoria
  - Quiz Magic Academy: Ten no Manabiya
  - SOUND VOLTEX III -GRAVITY WARS-
  - Spin! Gear Drive
  - Silent Scope: Bone Eater
- 2015
  - Quiz Magic Academy: Akatsuki no Kane
  - Mirmo Athletics
  - Color Colotta
  - MÚSECA
  - pop'n music éclale
  - Disney Tsum Tsum (Arcade)
  - Jubeat Prop
  - Reflec Beat Volzza
  - Beatmania IIDX 23: copula
  - Matsuri De Fever
- 2016
  - Tsunaga Lotta
  - Mahjong Fight Club Zero
  - Color Colotta 2
  - GI-VICTORY ROAD
  - MÚSECA 1+1/2
  - Jubeat Qubell
  - Dance Dance Revolution A
  - Quiz Magic Academy: Tokyo Grimoire
  - beatmania IIDX 24: SINOBUZ
  - SOUND VOLTEX IV HEAVENLY HAVEN
- 2017
  - Eldora Crown

## MSX
- 1983
  - Antarctic Adventure
  - Monkey Academy  (ook uitgebracht door Philips als VG 8102)
  - Time Pilot
  - Frogger
  - Super Cobra
  - Konami's Billiards (ook bekend als Video Hustler en ook uitgebracht door Sony als HBS-G008C)
  - Sparkie (uitgebracht door Sony)
  - Juno First (uitgebracht door Sony)
  - Crazy Train (uitgebracht door Sony)
- 1984
  - Athletic Land
  - Konami's Mahjong
  - Hyper Olympic 1 (ook bekend als Track & Field 1 and ook uitgebracht door Sony als HBS-G010C )
  - Hyper Olympic 2 (ook bekend als Track & Field 2 and ook uitgebracht door Sony als HBS-G011C)
  - Circus Charlie (ook uitgebracht door Casio als GPM-105)
  - Magical Tree
  - Comic Bakery
  - Hyper Sports 1
  - Cabbage Patch Kids
  - Hyper Sports 2 (ook uitgebracht door Sony als HBS-G012C)
  - Sky Jaguar
  - Konami's Pinball (nooit uitgebracht)
  - Badlands (LaserDisc-game)
- 1985
  - Hyper Rally
  - Konami's Tennis (ook uitgebracht door Casio als GPM-106)
  - Konami's Golf
  - Konami's Baseball
  - Yie Ar Kung-Fu (ook uitgebracht door Casio als GPM-108)
  - King's Valley (ook uitgebracht door Casio als GPM-110)
  - Mopi Ranger (ook uitgebracht door Casio als GPM-111)
  - Pippols
  - Road Fighter (ook uitgebracht door Casio als GPM-116)
  - Konami's Ping Pong
  - Konami's Soccer
  - Hyper Sports 3
  - Game Master
  - Konami's Boxing
  - Yie Ar Kung-Fu 2 (ook uitgebracht door Casio als GPM-121)
  - Pooyan (uitgebracht door Hudson als een BeeCard, waarvoor een BeePack nodig is)
  - Japanese Word Processor unit
- 1986
  - The Goonies
  - Knightmare (ook uitgebracht door Casio als GPM-122)
  - TwinBee (ook uitgebracht door MagaCom als SN-215 en Casio als GPM-127)
  - Konami's Synthesizer
  - Gradius (ook bekend als Nemesis in Europa)
  - Penguin Adventure
  - Q*Bert
  - Green Beret (het enige spel door Konami UK)
- 1987
  - The Maze of Galious
  - Gradius 2 (ook bekend als Nemesis 2 in Europa)
  - F-1 Spirit: The Road To Formula 1
  - Shalom
  - The Game Master 2
  - Salamander (ook uitgebracht door MagaCom als SN-906)
- 1988
  - Parodius
  - King's Valley II
  - Gofer no Yabō Episode II (released als Nemesis 3: The Eve of Destruction in Europa)
  - Konami Game Collection 1 (Knightmare, Antarctic Adventure, Yie Ar Kung-Fu, Yie Ar Kung-Fu 2, King's Valley)
  - Konami Game Collection 2 (Boxing, Tennis, Video Hustler, Hyper Olympic 1, Hyper Sports 2)
  - Konami Game Collection 3 (TwinBee, Super Cobra', Sky Jaguar, Time Pilot, Nemesis')
  - Konami Game Collection 4 (Soccer, Ping-Pong, Golf, Hyper Olympic 2, Hyper Sports 3)
- 1989
  - Konami Game Collection Extra
- 1990
  - Teenage Mutant Ninja Turtles

## MSX2
- 1986
  - Akumajō Dracula (called Vampire Killer in Europa)
  - King Kong 2: Yomigaeru Densetsu
- 1987
  - Ganbare Goemon
  - Hino Tori
  - Metal Gear
  - Usas
- 1988
  - King's Valley II
  - The Pro Yakyuu: Gekitotsu; Pennant Race
  - Konami's Uranai Sensation
  - Snatcher
  - Break Shot (never released)
- 1989
  - Contra
  - Konami Game Collection Extra (Pippols, Hyper Rally, Road Fighter, Tsururin Kun, Hyper Somen, Title Awase, Go Board)
  - The Pro Yakyuu: Gekitotsu; Pennant Race 2
  - Hai no Majutsushi (ook bekend als Mah-Jong 2)
  - Space Manbow
  - Tentochito (never released, not confirmed)
- 1990
  - Metal Gear 2: Solid Snake
  - Quarth
  - SD Snatcher

## MSX2+
- 1988
  - F1 Spirit 3D Special (twee MSX2+-computers konden aan elkaar verbonden worden met een speciale kabel)

## Pc
- 1988
  - Contra
  - Top Gunner
- 1989
  - Bloodwych
  - Boot Camp
  - Rush'n Attack
  - Teenage Mutant Ninja Turtles
- 1990
  - Bill Elliott's NASCAR Challenge
  - Blades of Steel
  - Castlevania
  - Double Dribble
  - Metal Gear 2: Solid Snake
  - Predator 2
  - Super C
  - Theme Park Mystery
- 1991
  - J.R.R. Tolkien's Riders of Rohan
  - Killing Cloud
  - Mission: Impossible
  - Spacewrecked: 14 Billion Light Years From Earth
  - The Simpsons: computerspel
  - The Simpsons: Bart's House of Weirdness
  - Teenage Mutant Hero Turtles: The Coin-Op!
  - Teenage Mutant Ninja Turtles: The Manhattan Missions
- 1992
  - Batman Returns
  - Plan 9 from Outer Space
- 1993
  - Frontier: Elite 2
- 1996
  - Tokimeki Memorial: Forever With You
  - Tokimeki Memorial Taisen: Puzzle Dama
- 1997
  - Gradius Deluxe Pack
- 1998
  - Genso Suikoden
  - Vandal Hearts
- 2000
  - Metal Gear Solid: Integral
  - The Grinch
  - The Mummy
  - Woody Woodpecker Racing
- 2001
  - Dancing Karaoke DKara
- 2002
  - Dance Dance Revolution
  - ESPN NFL PrimeTime 2002
  - Frogger: The Great Quest
  - Konami Collector's Series: Castlevania & Contra
  - Shadow of Destiny
  - Silent Hill 2: Director's Cut
  - Whiteout
- 2003
  - Apocalyptica
  - Bomberman Collection
  - Casino, Inc.
  - Frogger Beyond
  - Frogger's Adventures: The Rescue
  - International Superstar Soccer 3
  - Metal Gear Solid 2: Substance
  - Pro Evolution Soccer 3
  - Silent Hill 3
  - Suikoden II
  - Teenage Mutant Ninja Turtles
  - Yu-Gi-Oh! Power of Chaos: Yugi the Destiny
  - Tokimeki Memorial 2 Typing
- 2004
  - Pro Evolution Soccer 4
  - Silent Hill 4: The Room
  - Teenage Mutant Ninja Turtles 2: Battle Nexus
  - Tokimeki Memorial Girl's Side 1st Love Typing
  - Yu-Gi-Oh! Power of Chaos: Kaiba the Revenge
  - Yu-Gi-Oh! Power of Chaos: Joey the Passion
- 2005
  - Crime Life: Gang Wars
  - Pro Evolution Soccer 5
  - Teenage Mutant Ninja Turtles: Mutant Melee
  - Yu-Gi-Oh! Online
- 2006
  - Busou Shinki
  - Pro Evolution Soccer 6
  - The Regiment
  - Winx Club
- 2007
  - Marvel Trading Card Game
  - Tokimeki Memorial Girl's Side 2nd Kiss Typing
  - Pro Evolution Soccer 2008
  - Yu-Gi-Oh! Online Duel Evolution
- 2008
  - Pro Evolution Soccer 2009
  - Silent Hill: Homecoming
- 2009
  - Pro Evolution Soccer 2010
  - Saw: The Videogame
- 2010
  - Pro Evolution Soccer 2011
- 2011
  - Pro Evolution Soccer 2012
- 2012
  - Pro Evolution Soccer 2013
- 2013
  - Blades of Time
  - Castlevania: Lords of Shadow
  - Pro Evolution Soccer 2014
  - The Snowman and the Snowdog
- 2014
  - Metal Gear Rising: Revengeance
  - Castlevania: Lords of Shadow 2
  - Pro Evolution Soccer 2015
  - Metal Gear Solid V: Ground Zeroes
- 2015
  - Metal Gear Solid V: The Phantom Pain
  - Pro Evolution Soccer 2016
- 2016
  - Pro Evolution Soccer 2017
  - Yu-Gi-Oh! Legacy of the Duelist
- 2018
  - Metal Gear Survive

## PC-8801
- 1986
  - Gradius
  - The Goonies
- 1988
  - Onryou Senki
  - Snatcher
- 1990
  - Ten to Chi to

## PC-9821
- 1994
  - Policenauts

## Famicom / NES
- 1985
  - Yie Ar Kung-Fu
  - Antarctic Adventure
  - Hyper Olympic
  - Road Fighter
  - Hyper Sports
- 1986
  - TwinBee
  - The Goonies
  - Gradius
  - Ganbare Goemon
  - King Kong 2: Ikari no Megaton Punch
- 1987
  - Hinotori
  - The Goonies II
  - Getsu Fūma Den
  - Majōdensetsu II: Daimashikyō Galiōs
  - Salamander
  - Dragon Scroll
  - Top Gun
  - Metal Gear
- 1988
  - Wai Wai World
  - Contra
  - Tetsuwan Atom
  - Jarinko Chie: Bakudanmusume no Shiawasesagashi
  - Mad City
  - Konamic Sports in Seoul
  - Gradius II
- 1989
  - Ganbare Goemon II
  - Motorcross Champion
  - Ganbare Pennant Race
  - Gekikame Ninja Den (Teenage Mutant Ninja Turtles)
  - Cosmic Wars
  - TwinBee 3
  - Top Gun 2
  - Akumajou Densetsu
  - Racer Mini Yonku: Japan Cup
- 1990
  - Ganbare Goemon Gaiden
  - Super Contra
  - King's Quest V: Absence Makes the Heart Go Yonder!
  - Moai Kun
  - Mōryō Senki: Madara
  - Quarth
  - Akumajō Special: Boku Dracula-kun
  - Parodius Da!
  - Teenage Mutant Ninja Turtles II: The Game
  - Jack Nicklaus' Greatest 18 Holes of Major Championship Golf
- 1991
  - Wai Wai World 2
  - Yume Penguin Monogatari
  - Gun Sight
  - Bill Elliott's NASCAR Challenge
  - Lagrange Point
  - Crisis Force
  - Rampart
  - Tiny Toons Adventures
  - Crackout
- 1992
  - Ganbare Goemon Gaiden 2
  - Bucky O'Hare
  - Esper Dream 2
  - Monster in My Pocket
  - Tiny Toons Adventures 2
  - Teenage Mutant Ninja Turtles III: The Manhattan Project
  - Noah's Ark
- 1993
  - F-1 Sensation
  - Zen Intergalactic Ninja
  - Teenage Mutant Ninja Turtles: Tournament Fighters
  - Batman Returns

## Famicom Disk System / NES Continued
- 1986
  - Akumajou Dracula (Castlevania)
  - Moero! Twinbee: Cinamon Hakasei wo Sukue (Stinger)
  - Nazo no Kabe: Block Kuzushi
  - TwinBee
- 1987
  - Ai Senshi Nicol
  - Arumana no Kiseki
  - Dreamiko
  - Dracula II: Noroi no Fuuin (Castlevania II: Simon's Quest)
  - Exciting Baseball
  - Exciting Basketball
  - Exciting Billiard
  - Esper Dream
  - Falsion
  - Green Beret (Rush'n Attack)
  - Meikyuu Jiin Dababa
- 1988
  - Bio Miracle Bokutte Upa
  - Exciting Soccer: Konami Cup
  - Final Command: Akai Yousai (Jackal)
  - The Goonies
  - Gyruss
  - Konami Ice Hockey (Blades of Steel)
  - Konami Tennis
  - Risa no Yōsei Densetsu: Risa Tachibana

## Super Famicom / Super NES
- 1991
  - Gradius III (in 1990 voor Super Famicom)
  - Legend of the Mystical Ninja
  - Super Castlevania IV
- 1992
  - Axelay
  - Contra III: The Alien Wars
  - Cybernator (Assault Suits Valken in Japan)
  - Parodius Da! －Shinwa kara Owarai e－
  - Prince of Persia (ontwikkeld door NCS)
  - Teenage Mutant Ninja Turtles IV: Turtles in Time
  - Tiny Toon Adventures: Buster Busts Loose
- 1993
  - Batman Returns
  - Ganbare Goemon 2
  - Lethal Enforcers
  - Mōryō Senki MADARA 2
  - NFL Football
  - Pop'n Twinbee
  - Sunset Riders
  - Teenage Mutant Ninja Turtles: Tournament Fighters
  - Zombies Ate My Neighbors
- 1994
  - Adventures of Batman & Robin
  - Animaniacs
  - Biker Mice From Mars
  - Ganbare Goemon 3
  - Gokujō Parodius! ～Kako no Eikō o Motomete～
  - International Superstar Soccer
  - Jikkyou Powerful Pro Yakyuu '94
  - Twinbee: Rainbow Bell Adventures
  - Sparkster
  - Tiny Toon Adventures: Wacky Sports Challenge (SNES)
  - Tsuyoshi Shikkari Shinasai: Taisen Puzzle-dama
- 1995
  - Castlevania: Dracula X
  - Chibi Maruko-chan: Mezase! Minami no Island!!
  - Ganbare Goemon 4
  - International Superstar Soccer Deluxe
  - Jikkyō Oshaberi Parodius
  - Jikkyou Powerful Pro Yakyuu 2
  - Metal Warriors (alleen USA)
  - NBA Give 'n Go
- 1996
  - Jikkyou Power Pro Wrestling '96: Max Voltage
  - Jikkyou Powerful Pro Yakyuu '96 Kaimaku Han
  - Jikkyou Powerful Pro Yakyuu 3
  - Tokimeki Memorial
  - Jikkyō Keiba Simulation: Stable Star
- 1997
  - Jikkyou Powerful Pro Yakyuu 3 '97 Haru
- 1998
  - Jikkyou Powerful Pro Yakyuu: Basic Han '98

## Nintendo 64
- 1997
  - International Superstar Soccer 64
- 1998
  - Castlevania 64
  - Deadly Arts
  - International Superstar Soccer '98
  - Mystical Ninja Starring Goemon
  - NBA In The Zone '98
  - Nagano Winter Olympics '98
  - Holy Magic Century (a.k.a. Quest 64)
  - NHL Blades of Steel '99
  - Rakugakids
- 1999
  - Castlevania: Legacy of Darkness
  - Goemon's Great Adventure
  - Hybrid Heaven
  - International Superstar Soccer 2000 (Europa)
- 2000
  - Dance Dance Revolution Disney's World Dancing Museum

## Nintendo GameCube
- 2002
  - Captain Tsubasa: Golden Generation Challenge
  - Disney Sports Football
  - Frogger Beyond
  - Disney Sports Skateboarding
  - Disney Sports Skateboarding
  - ESPN International Winter Sports 2002
  - ESPN MLS Extra Time 2002
  - Evolution Skateboarding
  - Hyper Sports Winter 2002
  - International Superstar Soccer 2
  - Jikkyo Powerful Pro Baseball 9
  - Jikkyo World Soccer 2002
  - Muscle Champion: Kinnikutou Kessen
  - WTA Tour Tennis
- 2003
  - Crash Bandicoot: The Wrath of Cortex (distributie door Konami)
  - Teenage Mutant Ninja Turtles
  - Disney Sports Basketball
  - Frogger Adventures: The Rescue
  - Yu-Gi-Oh! The Falsebound Kingdom
  - DreamMix TV: World Fighters
  - Evolution Snowboarding
  - Hikaru no Go
  - Hikaru no Go 3
  - International Superstar Soccer 3
  - Jikkyo Powerful Pro Baseball 10
  - Jikkyo Powerful Pro Yakyuu 10 Chou Ketteiban
  - The Baseball 2003: Battle Ballpark Sengen Perfect Play Pro Yakyuu
- 2004
  - Metal Gear Solid: The Twin Snakes
  - Teenage Mutant Ninja Turtles 2: Battle Nexus
  - King Arthur
  - Jikkyo Powerful Pro Baseball 11
  - Jikkyo Powerful Pro Baseball 11 Chou Ketteiban
- 2005
  - Dance Dance Revolution Mario Mix (Japan)
  - Dance Dance Revolution Mario Mix (Noord-Amerika)
  - Dancing Stage Mario Mix (Europa)
  - Dancing Stage Mario Mix (Australië)
  - TMNT: Mutant Melee
  - Teenage Mutant Ninja Turtles 3: Mutant Nightmare
  - Karoke Revolution Party
  - Frogger: Ancient Shadow
  - Jikkyo Powerful Pro Baseball 12
  - Jikkyo Powerful Pro Baseball 12 Chou Ketteiban
  - Rave Master
- 2006
  - Powerful Pro Major League Baseball
- 2007
  - Korokke! Pan Ou no Kiki wo Sukue (geannuleerd)
  - Street Kings

## Wii
- 2006
  - Elebits
- 2007
  - Dance Dance Revolution Hottest Party
  - Dewy's Adventure
  - Kororinpa: Marble Mania
  - MLB Power Pros
  - Wing Island
- 2008
  - Castlevania Judgement
  - Dance Dance Revolution Hottest Party 2
  - Lost in Blue: Shipwrecked
  - Pro Evolution Soccer 2008
  - Gradius Rebirth
- 2009
  - Kororinpa 2
  - Pro Evolution Soccer 2009
  - Silent Hill: Shattered Memories
  - Scene It? Twilight
  - Tomena Sanner
- 2010
  - Pro Evolution Soccer 2010
  - Yu-Gi-Oh! 5D's Duel Transer
  - Def Jam Rapstar
  - Dance Dance Revolution
  - Gormiti: The Lords Of Nature!
- 2011
  - Dance Dance Revolution II

### Virtual Console
- Super Castlevania IV
- Contra III: The Alien Wars
- Gradius
- Teenage Mutant Ninja Turtles
- Road Fighter
- Gradius III
- Castlevania
- The Legend of the Mystical Ninja
- Gradius II: Ambition of Gofer
- Konami's Ping Pong
- Antarctic Adventure
- Salamander
- Detana! Twinbee
- Super C
- Esper Dream
- Axelay
- Cybernator
- Castlevania II: Simon's Quest
- Ganbare Goemon! Karakuri Dōchū
- Getsu Fūma Den
- Double Dribble
- Parodius
- Space Manbow
- Bio Miracle Bokutte Upa
- Ganbare Goemon 3: Shichijuurokubei no Karakuri Manji Gatame
- Ganbare Goemon Gaiden: Kieta Ōgon Kiseru
- Castlevania: Rondo of Blood

## Wii U

### Virtual Console
- Parodius
- Space Manbow
- Super Castlevania IV
- Contra III: The Alien Wars
- Gradius
- The Legend of the Mystical Ninja
- Penguin Adventure

## SG-1000
- 1984
  - Hyper Sports
  - Mikie

## Sega Game Gear
- 1991
  - Junction

## Sega Mega Drive/Genesis
- 1990
  - Junction
- 1992
  - Sunset Riders
  - Teenage Mutant Ninja Turtles: The Hyperstone Heist
- 1993
  - Lethal Enforcers
  - Rocket Knight Adventures
  - Teenage Mutant Ninja Turtles: Tournament Fighters
  - Tiny Toon Adventures: Buster's Hidden Treasure
  - Zombies Ate My Neighbors
- 1994
  - Animaniacs
  - Castlevania: Bloodlines
  - Contra: Hard Corps
  - Double Dribble: The Playoff Edition
  - Lethal Enforcers II: Gunfighters
  - Sparkster: Rocket Knight Adventures 2
  - Tiny Toon Adventures: ACME All-Stars
- 1996
  - International Superstar Soccer Deluxe
- 1998
  - Frogger

## Sega Mega-cd
- 1993
  - Lethal Enforcers
- 1994
  - Lethal Enforcers II: Gunfighters
  - Snatcher

## Sega Saturn
- 1995
  - Chibi Maruko-Chan: No Taisen Puzzle Dama
  - Detana Twinbee Yahho! Deluxe Pack
  - Eisei Meijin
  - Gokujō Parodius Da! Deluxe Pack
  - Jikkyō Powerful Pro Yakyū '95
- 1996
  - Bottom of the 9th
  - Contra: Legacy of War
  - Eisei Meijin II
  - Gradius Deluxe Pack
  - Jikkyō Oshaberi Parodius: Forever with Me
  - Policenauts
  - Sexy Parodius
  - Snatcher
  - Tokimeki Memorial: Forever With You
  - Tokimeki Memorial Taisen: Puzzle Dama
  - Whizz
- 1997
  - Crypt Killer
  - Jikkyō Powerful Pro Yakyū S
  - Salamander Deluxe Pack Plus
  - Tokimeki Memorial Drama Series Vol. 1: Nijiiro no Seishun
  - Tokimeki Memorial Selection: Fujisaki Shiori
  - Tokimeki Memorial Taisen: Tokkae Dama
  - Vandal Hearts
- 1998
  - Akumajō Dracula X: Gekka no Yasōkyoku (Castlevania: Symphony of the Night)
  - Genso Suikoden
  - J-League Jikkyō Honoo no Striker
  - Konami Antiques MSX Collection Ultra Pack
  - Tokimeki Memorial Drama Series Vol. 2: Irodori no Love Song
  - Yoshimura Shogi
- 1999
  - Tokimeki Memorial Drama Series Vol. 3: Tabidachi no Uta

## Dreamcast
- 1999
  - Airforce Delta (Japan & Noord-Amerika) / Deadly Skies (Europa)
  - Dancing Blade: Katte ni Momo Tenshi
  - Dancing Blade: Katte ni Momo Tenshi II - Tears Of Eden
  - Eisei Meijin III
  - Pop'n Music
  - Pop'n Music 2
- 2000
  - Dance Dance Revolution 2ndMix
  - Dance Dance Revolution Club Version Dreamcast Edition
  - ESPN International Track & Field
  - ESPN NBA 2Night
  - Jikkyō Powerful Pro Yakyū Dreamcast Edition
  - Nightmare Creatures II
  - Pop'n Music 3 Append Disc
  - Pop'n Music 4 Append Disc
  - Silent Scope
  - The Grinch

## PlayStation
- 1994
  - Gokujō Parodius Da! Deluxe Pack
  - TwinBee Taisen Puzzle Dama
- 1995
  - Detana TwinBee Yahoo! Deluxe Pack
  - Eisei Meijin
  - J-League Winning Eleven
  - Jikkyou Powerful Pro Baseball '95
  - NBA In The Zone
  - Suikoden
  - Tokimeki Memorial: Forever With You
- 1996
  - Bottom of the 9th
  - Contra: Legacy of War
  - Eisei Meijin II
  - Final Round, The
  - Goal Storm
  - Gradius Deluxe Pack
  - International Track & Field
  - J-League Jikkyō Winning Eleven 97
  - Jikkyou Oshaberi Parodius: Forever with Me
  - Konami Open Golf
  - Lightning Legend
  - NFL Full Contact
  - Pachinko Dream
  - Policenauts
  - Policenauts Private Collection
  - Project Overkill
  - Sexy Parodius
  - Snatcher
  - Speed King
  - Susume! Taisen Pazurudama
  - Tokimeki Memorial Private Collection
  - Vandal Hearts
- 1997
  - Broken Helix
  - Castlevania: Symphony of the Night
  - Crypt Killer
  - Goal Storm '97
  - Gradius Gaiden
  - International Super Star Soccer Pro
  - Lethal Enforcers I & II
  - Midnight Run
  - Nagano Winter Olympics '98
  - Paro Wars
  - Poy Poy
  - Vandal Hearts
  - Salamander Deluxe Pack Plus
- 1998
  - Azure Dreams
  - Bishi Bashi Special
  - Bottom of The 9th '99
  - C: The Contra Adventure
  - Dancing Blade Katteni Momotenshi!
  - G-Shock
  - Hellnight
  - International Superstar Soccer '98
  - Kensei: Sacred Fist
  - Metal Gear Solid
  - Nagano Winter Olympics '98
  - NBA In The Zone '98
  - Poitter's Point 2
  - beatmania
  - beatmania APPEND 3rdMIX mini
  - beatmania APPEND 3rdMIX
- 1999
  - Blades of Steel '99
  - Dance Dance Revolution
  - Dance Dance Revolution 2ndReMix
  - Dance Dance Revolution 2ndReMix Append Club Version Vol.1
  - Dance Dance Revolution 2ndReMix Append Club Version Vol.2
  - Dancing Blade Katteni Momotenshi II ~Tears of Eden~
  - Dancing Stage featuring True Kiss Destination
  - Fisherman's Bait: A Bass Challenge
  - GuitarFreaks
  - Gungage
  - International Track & Field 2000
  - Konami Arcade Classics
  - Metal Gear Solid: VR Missions
  - NBA In The Zone '99
  - Poy Poy 2
  - Silent Hill
  - Soul of the Samurai (Ronin Blade genaamd in Europa)
  - Suikoden II
  - Tokimeki Memorial 2
  - Vandal Hearts II
  - beatmania APPEND GOTTAMIX
  - beatmania APPEND 4thMIX
  - pop'n music
  - pop'n music 2
- 2000
  - Dance Dance Revolution 3rdMix
  - Dance Dance Revolution Best Hits
  - Dance Dance Revolution Disney's Rave
  - Dancing Stage EuroMix (Europa)
  - Dancing Stage EuroMix (Australië)
  - Dancing Stage featuring Dreams Come True
  - ESPN Great Outdoor Games: Bass Fishing
  - ESPN MLS Game Night
  - The Grinch
  - ISS Pro Evolution
  - The Mummy
  - Oha Star Dance Dance Revolution
  - NHL Blades of Steel 2000
  - Woody Woodpecker Racing
  - beatmania APPEND 5thMIX
  - beatmania BEST HITS
  - beatmania APPEND ClubMIX
  - beatmania APPEND GOTTAMIX2 ~Going Global~
  - beatmania (Europa)
  - beatmania featuring Dreams Come True
  - pop'n music 3
  - pop'n music 4
- 2001
  - Castlevania Chronicles
  - Dance Dance Revolution
  - Dance Dance Revolution 4thMix
  - Dance Dance Revolution 5thMix
  - Dance Dance Revolution Disney Mix
  - Dancing Stage Disney Mix (Europa)
  - Dancing Stage Disney Mix (Australië)
  - F1 World Grand Prix 2000
  - ISS Pro Evolution 2
  - beatmania THE SOUND OF TOKYO
  - pop'n music 5
- 2002
  - Captain Tsubasa: Aratanaru Densetsu Joshou
  - Dance Dance Revolution Konamix
  - Dancing Stage Party Edition
  - Martial Beat
  - Yu-Gi-Oh! Forbidden Memories
  - beatmania 6thMIX + CORE REMIX
  - pop'n music 6
- 2003
  - Dancing Stage Fever (Europa)
  - Dancing Stage Fever (Australië)
  - Pinobee
- 2004
  - Dancing Stage Fusion

## PlayStation 2
- 2000
  - 7 Blades
  - DrumMania
  - Ephemeral Fantasia
  - ESPN International Track & Field
  - ESPN X-Games Snowboarding
  - Gradius III & IV
  - Guitar Freaks 3rd Mix & DrumMania 2nd Mix
  - Silent Scope
  - beatmania IIDX 3rd Style
- 2001
  - Crash Bandicoot: The Wrath of Cortex (Distributed by Konami.)
  - ESPN MLS ExtraTime
  - ESPN NBA 2Night
  - ESPN NFL Primetime 2002
  - ESPN National Hockey Night
  - ESPN X-Games Skateboarding
  - Frogger: The Great Quest
  - Metal Gear Solid 2: Sons of Liberty
  - ParaParaParadise
  - Police 911
  - Pro Evolution Soccer
  - Ring of Red
  - Shadow of Memories
  - Silent Hill 2
  - Silent Scope 2
  - Tokimeki Memorial 3
  - Zone of the Enders
  - beatmania IIDX 4th Style
  - beatmania IIDX 5th Style
  - KEYBOARDMANIA
- 2002
  - Contra: Shattered Soldier
  - DDRMAX Dance Dance Revolution
  - DDRMAX Dance Dance Revolution 6thMix
  - ESPN International Winter Sports
  - ESPN NBA 2Night 2002
  - ESPN Winter X-Games Snowboarding 2002
  - Evolution Skateboarding
  - Evolution Snowboarding
  - Konami's Moto-X
  - NBA Starting Five
  - Pro Evolution Soccer 2
  - Silent Scope 3
  - Suikoden III
  - Tokimeki Memorial Girl's Side
  - Whiteout
  - WTA Tour Tennis
  - beatmania IIDX 6th Style
  - pop'n music 7
  - KEYBOARDMANIA II (2nd & 3rdMIX)
- 2003
  - Castlevania: Lament of Innocence
  - DreamMix TV World Fighters
  - Dance Dance Revolution Extreme (Japan)
  - Dance Dance Revolution Party Collection
  - Dancing Stage Fever
  - Dancing Stage MegaMix (Europa)
  - Dancing Stage MegaMix (Australië)
  - DDRMAX2 Dance Dance Revolution
  - DDRMAX2 Dance Dance Revolution 7thMix
  - Fisherman's Challenge
  - Frogger Beyond
  - K-1 World Grand Prix
  - Metal Gear Solid 2: Substance
  - Pro Evolution Soccer 3
  - Silent Hill 3
  - Teenage Mutant Ninja Turtles
  - Tour de France: Centenary Edition
  - Yu-Gi-Oh! The Duelists of the Roses
  - Zone of the Enders: The 2nd Runner
  - pop'n music 8
  - pop'n music BEST HITS
  - Gegege no Kitaro
- 2004
  - Airforce Delta Strike (Noord-Amerika) / Airforce Delta: Blue Wing Knights (Japan) / Deadly Skies III (Europa)
  - Cy Girls
  - Dance Dance Revolution Extreme (Noord-Amerika)
  - Dancing Stage Fusion (Europa)
  - Dancing Stage Fusion (Australië)
  - DDR Festival Dance Dance Revolution
  - Flame of Recca: Final Burning
  - Gradius V
  - Lifeline
  - Meine Liebe
  - Metal Gear Solid 3: Snake Eater
  - Neo Contra
  - Pro Evolution Soccer 4
  - Silent Hill 4: The Room
  - Suikoden IV
  - Teenage Mutant Ninja Turtles 2: Battle Nexus
  - U Move Super Sports
  - Beatmania IIDX 7th Style
  - Beatmania IIDX 8th Style
  - pop'n music 9
  - pop'n music 10
- 2005
  - Castlevania: Curse of Darkness
  - Crime Life: Gang Wars
  - Dance Dance Revolution Extreme 2
  - Dancing Stage Max
  - Enthusia Professional Racing
  - Metal Gear Solid 3: Subsistence
  - Nano Breaker
  - Pro Evolution Soccer 5
  - Rumble Roses
  - S.L.A.I.: Steel Lancer Arena International
  - Suikoden Tactics
  - Teenage Mutant Ninja Turtles 3: Mutant Nightmare
  - Wallace & Gromit:The Curse Of The Were-rabbit
  - OZ - Over Zenith (Japan)
  - OZ - Over Zenith (Europa)
  - Beatmania IIDX 9th Style
  - Beatmania IIDX 10th Style
  - pop'n music 11
- 2006
  - Dance Dance Revolution Strike
  - Dance Dance Revolution SuperNova (Noord-Amerika)
  - Pro Evolution Soccer 6
  - Suikoden V
  - Negima!? 3rd Time
  - Beatmania (Noord-Amerika)
  - Beatmania IIDX 11: IIDXRED
  - Beatmania IIDX 12: Happy Sky
  - pop'n music 12: IROHA
  - pop'n music 13: CARNIVAL
  - GuitarFreaks V & DrumMania V
- 2007
  - Dance Dance Revolution SuperNova (Japan)
  - Dance Dance Revolution SuperNova 2 (Noord-Amerika)
  - Dancing Stage SuperNova
  - Flatout 2 (in Japan door Konami uitgebracht, elders door Empire Interactive uitgebracht)
  - Negima!? Dreaming Princess
  - Pro Evolution Soccer 2008
  - Beatmania IIDX 13: Distorted
  - pop'n music 14: FEVER!
- 2008
  - Dance Dance Revolution Disney Channel Edition
  - Dance Dance Revolution SuperNova 2 (Japan)
  - Dance Dance Revolution X (Noord-Amerika)
  - Pro Evolution Soccer 2009
  - Silent Hill: Origins
  - Beatmania IIDX 14: Gold
  - Beatmania IIDX 15: DJ Troopers
- 2009
  - Dance Dance Revolution X (Japan)
  - J-League Winning Eleven 2009 Club Championship (alleen Japan)
  - Pro Evolution Soccer 2010
  - beatmania IIDX 16: Empress + Premium Best (alleen Japan)
- 2010
  - Silent Hill: Shattered Memories
  - Pro Yakyuu Spirits 2010 (alleen Japan)
  - Pro Evolution Soccer 2011
- 2011
  - Pro Evolution Soccer 2012
- 2012
  - Pro Evolution Soccer 2013

## PlayStation 3
- 2006
  - Mahjong Fight Club
- 2007
  - Pro Evolution Soccer 2008
  - Pro Yakyuu Spirits 4 (alleen Japan)
- 2008
  - American Idol 
  - Hellboy: Science of Evil (Noord-Amerika & Europa)
  - Metal Gear Solid 4: Guns of the Patriots
  - Metal Gear Online
  - Pro Evolution Soccer 2009
  - Pro Yakyuu Spirits 5 (alleen Japan)
  - Silent Hill: Homecoming
- 2009
  - Pro Evolution Soccer 2010
  - Pro Yakyuu Spirits 6 (alleen Japan)
  - Saw: The Videogame
- 2010
  - Castlevania: Lords of Shadow
  - Pro Evolution Soccer 2011
  - Def Jam Rapstar
  - Pro Yakyuu Spirits 2010 (alleen Japan)
  - Dance Dance Revolution
  - No More Heroes: Heroes' Paradise
- 2011
  - El Shaddai: Ascension of the Metatron (alleen Europa)
  - Metal Gear Solid HD Collection
  - Pro Evolution Soccer 2012
- 2012
  - Birds of Steel
  - Blades of Time
  - Doctor Who: The Eternity Clock
  - NeverDead
  - Pro Evolution Soccer 2013
  - Silent Hill Downpour
  - Silent Hill HD Collection
  - Zone of the Enders HD Collection
- 2013
  - Metal Gear Rising: Revengeance
  - Pro Evolution Soccer 2014
  - The Snowman and the Snowdog (Europe, Australië , VS, Japan & Asia)
- 2014
  - Castlevania: Lords of Shadow 2
  - Metal Gear Solid V: Ground Zeroes
  - Pro Evolution Soccer 2015
- 2015
  - Metal Gear Solid V: The Phantom Pain
  - Pro Evolution Soccer 2016
- 2016
  - Jikkyou Powerful Pro Baseball 2016
  - Pro Evolution Soccer 2017

## PlayStation 4
- 2014
  - Metal Gear Solid V: Ground Zeroes
  - Pro Evolution Soccer 2015
- 2015
  - Metal Gear Solid V: The Phantom Pain
  - Silent Hills (Geannuleerd)
  - Pro Evolution Soccer 2016
- 2016
  - Jikkyou Powerful Pro Baseball 2016
  - Pro Evolution Soccer 2017
- 2018
  - Metal Gear Survive

### PlayStation Network
- Detana!! TwinBee
- GTI Club+: Rally Côte d'Azur

## PlayStation Vita
- 2012
  - Metal Gear Solid HD Collection
  - Silent Hill: Book of Memories

## Sharp X68000
- 1986
  - Salamander
  - TwinBee (jaar onbekend)
- 1987
  - Gradius
- 1989
  - A-Jax
- 1990
  - Quarth
- 1991
  - Parodius Da!
  - Detana!! TwinBee
- 1992
  - Gradius II
  - Nama Baseball '68
- 1993
  - Akumajō Dracula
  - Nemesis 90' Kai

## Sinclair ZX Spectrum
- 1985
  - Yie Ar Kung-Fu
  - Mikie
  - Hyper Sports
- 1986
  - Green Beret
  - Jackal
  - Konami's Ping Pong
  - Shao-Lin's Road
  - Yie Ar Kung-Fu II
  - Konami's Tennis
  - Konami's Coin-Op Hits
  - Konami's Golf
- 1987
  - Combat School
  - Gryzor
  - JailBreak
  - Nemesis
  - Salamander
- 1988
  - Track and Field
  - Typhoon
  - WEC Le Mans
- 1989
  - Konami's Arcade Collection
- 1991
  - Teenage Mutant Ninja Turtles
- Never released
  - Gyruss
  - Iron Horse

## PC Engine
- 1991
  - Gradius
  - Salamander
- 1992
  - Parodius Da!
  - Gradius II: Gofer no Yabō
  - Detana!! Twinbee
  - Snatcher
- 1993
  - Akumajou Dracula X: Chi no Rondo
  - Martial Champion
- 1994
  - Tokimeki Memorial

## Xbox
- 2001
  - Airforce Delta Storm (Noord-Amerika) / Airforce Delta II (Japan) / Deadly Skies (Europa)
  - Silent Hill 2: Restless Dreams (Noord-Amerika)
- 2002
  - Crash Bandicoot: The Wrath of Cortex (distributie door Konami)
  - Metal Gear Solid 2: Substance
  - Shadow of Memories (alleen Europa)
  - Silent Hill 2: Inner Fears (Europa)
- 2003
  - Dance Dance Revolution Ultramix (VS)
  - Teenage Mutant Ninja Turtles
- 2004
  - Dance Dance Revolution Ultramix (Noord-Amerika)
  - Dance Dance Revolution Ultramix 2
  - Dancing Stage Unleashed
  - Pro Evolution Soccer 4
  - Silent Hill 4: The Room
  - Silent Scope Complete
  - Teenage Mutant Ninja Turtles 2: Battle Nexus
- 2005
  - Castlevania: Curse of Darkness
  - Dance Dance Revolution Ultramix 3
  - Dancing Stage Unleashed 2
  - Teenage Mutant Ninja Turtles 3: Mutant Nightmare
  - Teenage Mutant Ninja Turtles: Mutant Melee
  - Pro Evolution Soccer 5
- 2006
  - Dance Dance Revolution Ultramix 3
  - Dancing Stage Unleashed 2

## Xbox 360
- 2006
  - Bomberman: Act Zero (Japan, Noord-Amerika & Europa)
  - Pro Evolution Soccer 6
  - Pro Yakyuu Spirits 3 (alleen Japan)
  - Rumble Roses XX (Japan, Noord-Amerika & Europa)
- 2007
  - Dance Dance Revolution Universe (Noord-Amerika)
  - Dance Dance Revolution Universe 2 (Noord-Amerika)
  - Dancing Stage Universe (Europa)
  - Pro Evolution Soccer 2008
- 2008
  - Dance Dance Revolution Universe 3 (Noord-Amerika)
  - Hellboy: The Science of Evil (Noord-Amerika & Europa)
  - Otomedius Gorgeous (alleen Japan)
  - Pro Evolution Soccer 2009
  - Silent Hill: Homecoming
- 2009
  - Dance Dance Revolution Universe 3 Chinese Music Special Edition (Azië)
  - Pro Evolution Soccer 2010
  - Saw: The Videogame
- 2010
  - Adrenalin Misfits
  - Castlevania: Lords of Shadow
  - Def Jam Rapstar
  - Dance Masters (Noord-Amerika) / DanceEvolution (Europa, Australië & Japan)
  - No More Heroes: Heroes' Paradise (alleen Japan)
  - Pro Evolution Soccer 2011
- 2011
  - Dance Dance Revolution
  - Metal Gear Solid 2: Sons of Liberty
  - Metal Gear Solid 3: Snake Eater
  - Metal Gear Solid: Peace Walker
  - Otomedius Excellent
- 2012
  - Birds of Steel
  - Blades of Time
  - NeverDead
  - Pro Evolution Soccer 2013
  - Zone of the Enders
  - Zone of the Enders: The 2nd Runner
- 2012
  - Metal Gear Rising: Revengeance

### Xbox Live Arcade
- BurgerTime World Tour
- Castlevania: Symphony of the Night
- Coffeetime Crosswords
- Contra
- Frogger
- Frogger 2
- Rush'n Attack
- Gyruss
- Leedmees
- Rhythm Party
- Scramble
- Skullgirls
- The Simpsons
- Super Contra
- Teenage Mutant Ninja Turtles
- Time Pilot
- Track & Field
- Vandal Hearts: Flames of Judgment
- Yie Ar Kung-Fu
- Yu-Gi-Oh! 5D's Decade Duels
- Yu-Gi-Oh! Legacy of the Duelist
- Yu-Gi-Oh! Millenium Duels
- X-Men: The Official Game
- Zombie Apocalypse

## Xbox One
- 2014
  - Metal Gear Solid V: Ground Zeroes
  - Pro Evolution Soccer 2015
- 2015
  - Metal Gear Solid V: The Phantom Pain
  - Pro Evolution Soccer 2016
- 2016
  - Pro Evolution Soccer 2017
- 2018
  - Metal Gear Survive

## Game Boy
- 1989
  - The Castlevania Adventure
  - Motocross Maniacs
- 1990
  - Operation C
  - Quarth
  - NFL Football
  - Skate or Die: Bad 'n Rad
  - Nemesis
  - Teenage Mutant Ninja Turtles: Fall of the Foot Clan
- 1991
  - Bill Elliott's NASCAR Challenge
  - Double Dribble
  - Castlevania II: Belmont's Revenge
  - Blades of Steel
  - Nemesis II (called Gradius: The Interstellar Assault in Noord-Amerika.)
- 1992
  - Teenage Mutant Ninja Turtles II: Back from the Sewers
  - Top Gun: Guts and Glory
  - Track and Field
  - World Circuit Series
  - Ultra Golf
  - Tiny Toon Adventures: Babs' Big Break
- 1993
  - Zen: Intergalactic Ninja
  - Tiny Toon Adventures 2: Montana's Movie Madness
  - Kid Dracula
  - Raging Fighter
  - Batman: The Animated Series
  - Teenage Mutant Ninja Turtles III: Radical Rescue
  - God Medicine
- 1994
  - Contra: The Alien Wars
  - Tiny Toon Adventures: Wacky Sports Challenge
- 1995
  - Animaniacs
- 1997
  - Castlevania Legends

## Game Boy Color
- 1998
  - Ganbare Goemon Tengu-to no Gyakushu!
- 1999
  - Azure Dreams
  - Beat Breaker
  - beatmania GB
  - beatmania GB2 Gotcha Mix
  - Bullet Battlers
  - International Rally
  - International Superstar Soccer 99
  - International Track & Field
  - Kinniku Banzuke GB
  - Ganbare Goemon: Mononoke Sugoroku
  - Motocross Maniacs 2
  - NBA In The Zone
  - NBA In The Zone 2000
  - NHL Blades of Steel
  - Owarai Yoiko No Game Dou: Oyaji Sagashite 3 Choume
  - Pocket GI Stable
  - Power Pro Kun Pocket
  - Spawn
  - Survival Kids
  - Tokimeki Memorial Pocket Culture Hen
  - Tokimeki Memorial Pocket Sport Hen
  - Yu-Gi-Oh! Dark Duel Stories II
- 2000
  - Airforce Delta
  - Battle Fishers
  - beatmania GB Gotcha Mix 2
  - Cyborg Kuro Chan
  - Cyborg Kuro Chan 2
  - Dance Dance Revolution GB
  - Dance Dance Revolution GB2
  - ESPN International Track & Field
  - ESPN National Hockey Night
  - Ganbare Goemon: Hoshizorashi Dynamites Arawaru!!
  - beatmania GB Gotcha Mix 2
  - The Grinch
  - Hunter X Hunter: Hunter no Keifu
  - International Rally
  - International Superstar Soccer 2000
  - Kinniku Banzuke GB2
  - Metal Gear: Ghost Babel
  - Millennium Winter Sports
  - The Mummy
  - NHL Blades of Steel 2000
  - pop'n music GB
  - pop'n music GB: Animated Melody
  - pop'n music GB: Disney Tunes
  - Power Pro Kun 2
  - Survival Kids 2: Dasshutsu! Futago Shima
  - Millennium Winter Sports
  - Woody Woodpecker Racing
  - Yu-Gi-Oh! Dark Duel Stories
  - Yu-Gi-Oh! Duel Monsters 4: Jounouchi Deck
  - Yu-Gi-Oh! Duel Monsters 4: Kaiba Deck
  - Yu-Gi-Oh! Duel Monsters 4: Yuugi Deck
  - Yu-Gi-Oh! Monster Capture GB
- 2001
  - Chou Gals!
  - Battle Fishers
  - Dance Dance Revolution GB3
  - Dance Dance Revolution GB Disney Mix
  - Hunter X Hunter: Kindan no Hihou
  - Kinniku Banzuke GB 3
  - Oha Star Dance Dance Revolution GB

## Game Boy Advance
- 1999
  - K-1 Pocket Grand Prix
- 2001
  - Castlevania: Circle of the Moon
  - Flame of Recca
  - Konami Krazy Racers
  - Tanbi Musou Meine Liebe
  - Gradius Advance
  - Yu-Gi-Oh! Dungeon Dice Monsters
  - Yu-Gi-Oh! Duel Monsters 5: Expert 1
  - Yu-Gi-Oh! Duel Monsters 6: Expert 2
  - Zone of the Enders: The Fist of Mars
- 2002
  - ESPN International Winter Sports 2002
  - ESPN X Games Snowboarding
  - Motocross Maniacs Advance
  - WTA Tour Tennis
  - Castlevania: Harmony of Dissonance
  - Yu-Gi-Oh! The Eternal Duelist Soul
  - Contra Advance: The Alien Wars
  - Disney Sports Soccer
  - Frogger's Adventure 2: The Lost Wand
  - Disney Sports Skateboarding
  - Disney Sports Basketball
  - Disney Sports Football
  - Konami Collector Series: Arcade Advanced
  - AirForce Delta Storm
  - Spyro: Season of Ice (samen met Universal Interactive Studios uitgebracht en gedistribueerd als Japanse versie)
  - Isseki Hacchou: Kore 1-pon de 8 Shurui!
  - Bass Tsuri Shiyouze!: Tournament wa Senryaku da!
- 2003
  - Disney Sports Snowboarding
  - Yu-Gi-Oh! Dungeondice Monsters
  - Yu-Gi-Oh! Worldwide Edition: Stairway to the Destined Duel
  - Silent Scope
  - Teenage Mutant Ninja Turtles
  - International Superstar Soccer
  - Ninja Five-O
  - Yu-Gi-Oh!: The Sacred Cards
  - Castlevania: Aria of Sorrow
  - Boktai: The Sun Is in Your Hand
  - Ninja Five-0
- 2004
  - TMNT 2: Battle Nexus
  - Boktai 2: Solar Boy Django
  - Shaman King: Master of Spirits
  - Spyro Orange: The Cortex Conspiracy (samen met Universal Interactive Studios uitgebracht en gedistribueerd als Japanse versie)
- 2005
  - Boktai: Sabata's Counterattack
  - Shaman King: Master of Spirits 2
  - Kessakusen! Ganbare Goemon 1+2: Yukihime to Magginesu

## iPhone OS
- 2008
  - Frogger
  - Silent Hill: The Escape
- 2009
  - Dance Dance Revolution S
  - Metal Gear Solid Touch
  - Tomena Sanner
  - Power Pros Touch
- 2010
  - Mahjong Fight Club Touch
  - Castlevania Puzzle: Encore of the Night
  - International Track & Field
  - Draw Parking
  - Wire Way
  - Double Dribble Fastbreak
  - MLB Power Pros Touch 2010
  - Elebits: Capture
  - Frogger Inferno
- 2011
  - Alcatraz Breakout
  - Power Pros Touch 2012
  - Frogger Free
  - Frogger Decades
  - Kid vs Kat: Kat Attack
  - REFLEC BEAT plus
  - Gesundheit!
  - X-Men
  - Frogger Pinball
- 2012
  - Dragon Collection
  - Million Paradise
- 2013
  - MLB Dream Nine Mobile
  - Slot Revolution
  - Domo Jump
  - LINE GoGo! TwinBee
  - Tokimeki Restaurant
  - DanceDanceRevolution Pocket Edition
  - Super Slot Stars
  - Star Wars: Force Collection
- 2014
  - Monster Retsuden Oreca Battle
  - Dragon Collection RPG
  - Dragon Dice
  - Sudoku: Daily Challenge
  - Shin Tenisu no ōjisama Pazuru & Tenisu
  - Bomberman
  - Swords & Poker Adventures
  - Powerful Pro Yakku Touch 2014
  - Yu-Gi-Oh! Duel Generation
- 2015
  - Cross x Worst: ~ Gekitō Retsu-den ~
  - Pes Club Manager
  - UEFA Champions League PES Flick
  - Chronos Ring
  - Kingdom Dragonian
  - Kyoshin Senso
  - Puro Yagu Supirittsu A
- 2016
  - VS! Bomberman
  - Yu-Gi-Oh! Duel Links

## Windows Phone
- 2009
  - Konami No Nanpure

## Android
- 2010
  - Mobile Powerful Pro Baseball 3D
  - Krazy Kart Racing
- 2011
  - X-Men
- 2012
  - KPE Dream Master
- 2013
  - Star Wars: Force Collection
  - LINE GoGo! TwinBee
  - Tokimeki Restaurant
- 2014
  - Nisekoi Majikore!?
  - Mobile Pawapuro Baseball 2014
  - Monsurobatoru
  - Shin tenisunoōjisama pazuru& tenisu
  - Min'na de bishibashi
- 2017
  - Yu-Gi-Oh! Duel Links

## Nintendo 3DS
- 2011
  - Doctor Lautrec and the Forgotten Knights
  - Frogger 3D
  - Penguin no Mondai: The Wars
  - Pro Evolution Soccer 2011 3D
- 2012
  - Pro Evolution Soccer 2012 3D
  - Beyond the Labyrinth
  - New Love Plus
  - Metal Gear Solid: Snake Eater 3D
  - Tongari Boushi to Mahou no Machi
  - Pro Evolution Soccer 2013 3D
- 2013
  - Castlevania: Lords of Shadow - Mirror of Fate
  - Pro Evolution Soccer 2014
  - Yu-Gi-Oh! Zexal: Gekitotsu! Duel Carnival
- 2016
  - Yu-Gi-Oh! Duel Monsters: Ultimate Card Battle
  - Jikkyou Powerful Pro Yakyuu Heroes

3DS Virtual Console
- Gradius
- TwinBee Da!
- Esper Dream

## Nintendo DS
- 2004
  - Tennis no Oujisama 2005: Crystal Drive
- 2005
  - Castlevania: Dawn of Sorrow
  - Croket! DS: Tenkuu no Yuusha tachi
  - Dragon Booster
  - Frogger Helmet Chaos
  - Ganbare Goemon: Toukai Douchuu Ooedo Tengurigaeshi no Maki
  - Atsumare! Power Pro Kun no DS Koushien
  - Lost in Blue
  - Power Pocket Koushien
  - Power Pro Kun Pocket 8
  - Tao's Adventure: Curse of the Demon Seal
  - Teenage Mutant Ninja Turtles 3: Mutant Nightmare
  - Yu-Gi-Oh! Nightmare Troubadour
  - Korokke! DS: Tenkuu no Yuushatachi
- 2006
  - Iron Feather
  - Castlevania: Portrait of Ruin
  - My Frogger Toy Trials
  - Otogi-Jushi Akazukin
  - Yu-Gi-Oh! GX Spirit Caller
  - Xiaolin Showdown
  - Winx Club: Quest for the Codex
  - Kabushiki Baibai Trainer Kabutore
  - Kirarin Revolution Naasan to Issho
  - MAR Heaven: Karudea no Akuma
  - Mahjong Fight Club DS
  - MAR Heaven: Marchen Awakens Romance Boukyaku no Kuravia
  - Powerful Pro Baseball Pocket 9
- 2007
  - Yu-Gi-Oh! World Championship 2007
  - Death Note
  - Lunar Knights
  - Lost in Blue 2
  - Konami Classics Series: Arcade Hits
  - Pro Evolution Soccer 2007
  - Steel Horizon
  - Time Ace
  - Death, Jr. and the Science Fair of Doom
  - Dokodemo Yoga
  - GoPets: Vacation Island
  - Marvel Trading Card Game
  - Nova Usagi no Game de Ryuugaku!? DS
  - Otona Ryoku Kentei
  - Otona no Onnaryoku Kentei
  - Tokimeki Memorial Girl's Side 1st Love
  - Contra 4
  - Power Pro Kun Pocket 10
- 2008
  - New International Track & Field
  - Quiz Magic Academy DS
  - Zettai Karen Children: Dai 4 no Children
  - Time Hollow
  - Yu-Gi-Oh! World Championship 2008
  - Castlevania: Order of Ecclesia
  - Power Pro Kun Pocket 11
- 2009
  - Elebits: The Adventures of Kai and Zero
  - Lost in Blue 3
  - Suikoden Tierkreis
  - Magician's Quest: Mysterious Times
  - Yu-Gi-Oh! 5D's Stardust Accelerator (World Championship 2009)
  - WireWay
  - Power Pro Kun Pocket 12
  - Love Plus
- 2010
  - Quiz Magic Academy DS Futatsu no Jikūseki
  - Utacchi
  - Yu-Gi-Oh! 5D's: Reverse of Arcadia (World Championship 2010)
  - Captain Tsubasa: Gekito no Kiseki
  - Keshisasu-Kun: Battle Kas-tival
  - Power Pro Kun Pocket 13
  - Gormiti: The Lords Of Nature!
- 2011
  - Scribblenauts (Japanse uitgever)
  - Power Pro Kun Pocket 14
  - Powerful Golf
  - Tongari Boushi to Oshare na Mahou Tsukai
  - Yu-Gi-Oh! 5D's World Championship 2011: Over the Nexus
  - Super Scribblenauts (Japanse uitgever)
  - Tongari Boushi to Oshare na Mahou Tsukai

## PlayStation Portable
- 2004
  - Mahjong Fight Club
  - Metal Gear Acid
- 2005
  - Coded Arms
  - Frogger Helmet Chaos
  - Metal Gear Acid 2
  - Twelve
  - Pro Evolution Soccer 5
- 2006
  - Gradius Portable
  - Metal Gear Solid: Portable Ops
  - Pro Evolution Soccer 6
  - Yu-Gi-Oh! GX Tag Force
  - Jikkyou Powerful Pro Baseball Portable
- 2007
  - Parodius Portable (Japan)
  - Brooktown High
  - Castlevania: The Dracula X Chronicles
  - Coded Arms: Contagion
  - Silent Hill: Origins (co-published with Warner Bros. Games)
  - Pro Evolution Soccer 2007
  - Jikkyou Powerful Pro Baseball Portable 2
  - Yu-Gi-Oh! GX Tag Force 2
- 2008
  - Flatout Head On (Japanse uitgever, wereldwijd door Empire Interactive)
  - Pro Evolution Soccer 2008
  - Pro Evolution Soccer 2009
  - Yu-Gi-Oh! GX Tag Force 3
  - Jikkyou Powerful Pro Baseball Portable 3
- 2009
  - Pro Evolution Soccer 2010
  - Ōkami Kakushi
  - Yu-Gi-Oh! 5D's Tag Force 4
  - Shadow of Memories (Japan) / Shadow of Destiny (Noord-Amerika)
  - Jikkyou Powerful Pro Baseball Portable 4
- 2010
  - Metal Gear Solid: Peace Walker
  - Pop'n Music Portable
  - Silent Hill: Shattered Memories
  - Power Pro Success Legends
  - Tegami Bachi: Kokoro Tsumugu Mono e
  - Pro Yakyuu Spirits 2010 (alleen Japan)
  - Puzzle Chronicles
- 2011
  - Pop'n Music Portable 2
  - Pro Evolution Soccer 2012

## Mobiele telefoons
- 200?
  - Quiz Magic Academy Mobile
  - Magic Academy Puzzle-Dama
- 2000
  - The Pirate Mileage
- 2001
  - Bishi Bashi Champ
  - TwinBee
  - Puzzle Dama
- 2002
  - Ganbare Goemon: Tsuukai Game Apli
  - Tank Battle X
  - Riddle Rally
  - Konami No Burokkukuzushi Nazo No Kabe
- 2003
  - Parodius Da! －Shinwa kara Owarai e－
  - Knightmare
  - Ganbare Goemon: Mini kyodai Robo Goemon Konpakuto
  - Quarth
  - Gradius
  - Contra
  - Time Pilot
  - Salamander
- 2004
  - Tokimeki Memorial
  - Detana! Twinbee
  - TwinBee Dungeon
  - Gradius NEO
  - Gradius NEO -IMPERIAL-
  - Tokimeki Memorial Girl's Side Puzzle-Dama
  - Metal Gear
  - Metal Gear 2: Solid Snake
  - Castlevania
  - Silent Scope
  - Track and Field
  - Penta no Tsuri Bōken DX
  - Gyruss
  - Kawaī Jan
  - Bakudan Ribāshi
  - Bakudan Shinkei Suijaku
  - Bakudan Go Mo Kunara Be
- 2005
  - Ganbare Goemon 3: Shichijuurokubei no Karakuri Manji Gatame
  - Ganbare Goemon! Karakuri Dōchū
  - Dance Dance Revolution Mobile 3D
  - Gradius II
  - Road Fighter
  - Dancing Stage
- 2006
  - Frogger for Prizes
  - Konami Wai Wai World
  - Akumajō Special: Boku Dracula-kun
  - Bio Miracle Bokutte Upa
  - Gradius 2
  - Space Manbow
  - Parodius
  - Pop'n Music
  - Penguin Adventure
  - Frogger 25th, Frogger Evolution
  - Castlevania III: Dracula's Curse
  - Dance Dance Revolution
  - Rush'n Attack
  - Ai Senshi Nicol
- 2007
  - Konami Wai Wai Sokoban
  - Ganbare Goemon Gaiden: Kieta Ougon Kiseru
  - Castlevania: Order of Shadows
  - Gokujō Parodius! ～Kako no Eikō o Motomete～
  - Frogger Launch
  - Pirate Poppers
  - Shout! Shaberin Champ Mobile
  - Quiz Magic Academy Mobile 2
  - Silent Hill: Orphan
  - Castlevania: Order of Shadows
  - Tokimeki Memorial OnlyLove ~ Tokimeki no Partner ~
  - Intuition! Bishi Bashi Champ Mobile
  - Tokimeki Memorial 2
  - Contra 4
  - Hell Girl Puzzle-Dama
  - Professor Fizzwizzle
  - Esper Dream
- 2008
  - Pro Evolution Soccer 2008
  - Suikoden
  - Konami Comic: Genso Suikoden
  - Metal Gear Acid Mobile
  - Metal Gear Solid Mobile
  - Tokimeki Memorial Girl's Side -Love Stories-
  - Tomenasanna The pure Showa volume
  - Frogger Beats n' Bounces
  - Silent Hill Orphan 2
  - Dewy's Adventure
  - Quiz Magic Academy Mobile 3
  - Tokimeki Memorial Mail Drama
  - Konami Comic: Genso Suikoden II
  - Castlevania: Aria of Sorrow
  - Yie Ar Kung-Fu
  - Suikoden Tierkreis Stardust Castle
  - Super Contra
  - Pro Evolution Soccer 2009
  - LOST in BLUE Mobile Marina ＆ Riku Volume
  - GTI Club: Supermini Festa!
  - Power Pro World Home Run Competition 4
- 2009
  - Suikoden II
  - Pro Evolution Soccer 2010
  - Metal Gear Acid 2 Mobile
  - Tomenasanna PJ Emperor Strikes Back
  - Tomenasanna UrbanCrisis
  - The Bishi Bashi! e-AMUSEMENT
  - Tokimeki Memorial Girl's Side 2nd Season Short Stories
  - Hayate no Gotoku!! Puzzle-Dama
  - iW Toki Memo
  - Logic Puzzle DX
  - Power Pro World University Baseball Success Volume
  - Power Pro World High School Baseball Success Volume
  - Power Pro World Shakaijin Yakyū Success Volume
  - Konami Comic: Genso Suikoden Tierkreis
  - Tokimeki Memorial Girl's Side 2nd Season: Novell Communications
  - Jackal
  - Power Pro World Mobile - Powerful Pro Baseball MEGA-X
  - Power Pro World Mobile Powerful Pro Baseball 6
  - Gorufure!
  - DX toranpu 6in
  - Kuizu Gakumon Nosusume
  - Puchitto Meitantei
- 2010
  - Road Fighters
  - Gradius Arc -Legend of Silver Wing-
  - Tokimeki Memorial 4 Chu!
  - Millionaire Handy
  - Suikoden Card Collection
  - Tokimeki Memorial Girl's Side Mobile
  - Tokimeki Memorial 4: Communication Comic
  - Pop'n Music 18 Sengoku Retsuden
  - DanceDanceRevolution X2
  - Silent Hill Mobile 3
  - Otegaru FreeCell
  - Power Pro World Fierce Fighting High School Baseball Success Volume
- 2011
  - Pop'n music M
  - Social Appli Surotore! KPE for GREE
  - Social Appli Power Pro home run competition for GREE

## I-revo
- 2006
  - Stinger
  - TwinBee 3

## Plug and Play
- - Konami Live! Controller - Arcade
  - Konami Live! Controller - Frogger
- 2001
  - Dance Dance Revolution Family Mat (Japan)
  - My First Dance Dance Revolution (Japan)
- 2006
  - Dance Dance Revolution Strawberry Shortcake Noord-America)
  - Dance Dance Revolution Disney Mix (Noord-America)
  - My First Dance Dance Revolution (Noord-Amerika)

## Handheld Electronic Games
- 19??
  - Beatmania
  - Guitar Freaks
  - Star Trek
  - Teenage Mutant Ninja Turtles 3
  - Top Gun: Second Mission
  - Track & Field: Throwing type (door Bandai)
  - Tutankham
- 1982
  - Guttang Gottong (door Mattel)
- 1984
  - Track & Field: Running type (door Bandai)
- 1988
  - The Lone Ranger
- 1989
  - The Adventures of Bayou Billy
  - Contra
  - Double Dribble
  - Gradius
  - Teenage Mutant Ninja Turtles
  - Bill Elliot's NASCAR Racing
  - Blades of Steel
  - Bull's Eye Barbecue Sauce
  - NFL Football
  - Skate or Die!
  - Teenage Mutant Ninja Turtles Basketball
  - Top Gun
- 1990
  - Teenage Mutant Ninja Turtles II
  - Ganbare Goemon: Ebisumaru Kiki Ippatsu
  - Antarctic Adventure (ook wel South Pole)
- 1991
  - Bucky O'Hare
  - Garfield
- 1992
  - Asterix
  - Major League Baseball
  - Star Trek 25th Anniversary
  - Teenage Mutant Hero Turtles Four for Four
  - Top Gun: Airstrike 3
- 1998
  - Castlevania Symphony of the Night (door Tiger)

## Redemption Games
- Silent Scope Token Shot

## Overige
- Funky Monkey
- Little Pirates
- Gokuraku Parodius